# Barrio Nuevo, Villa Comaltitlán
Barrio Nuevo är en ort i Mexiko.   Den ligger i kommunen Villa Comaltitlán och delstaten Chiapas, i den sydöstra delen av landet, 800 km sydost om huvudstaden Mexico City. Barrio Nuevo ligger 12 meter över havet och antalet invånare är 327.
Terrängen runt Barrio Nuevo är mycket platt. Runt Barrio Nuevo är det ganska tätbefolkat, med 134 invånare per kvadratkilometer. Närmaste större samhälle är Huixtla, 17,4 km öster om Barrio Nuevo. Omgivningarna runt Barrio Nuevo är en mosaik av jordbruksmark och naturlig växtlighet.